# Forma normal d'un joc
En teoria de jocs, la forma normal és la descripció d'un joc. Al contrari que la forma extensiva, les representacions en forma normal no són gràfiques per se, sinó que representen el joc mitjançant una matriu. És cert que aquesta representació pot ser de gran ajuda per identificar estratègies estrictament dominants i equilibris de Nash, però es perd certa informació en comparació amb les representacions en forma extensiva. La representació en forma normal d'un joc inclou les seves estratègies, tant perceptibles com imaginables, així com les recompenses, per a cada jugador.
En jocs estàtics d'informació completa i perfecta, la forma normal d'un joc proporciona una especificació dels espais d'estratègies dels jugadors, així com de les funcions de recompensa. Un espai d'estratègies per a un jugador és el conjunt de totes les estratègies disponibles per al jugador, mentre que una estratègia és un pla d'acció complet per a cada fase del joc, independentment de si aquesta fase realment està en joc. Una funció de recompensa per a un jugador és una aplicació del producte creuat dels espais d'estratègies de tots els jugadors en el conjunt de recompenses d'aquell jugador (normalment el conjunt dels nombres reals, on el nombre representa una utilitat cardinal o ordinal, sovint representada en forma normal); és a dir, la funció de recompensa té com a entrada un perfil d'estratègies (això és, una especificació de les estratègies de cada jugador) i proporciona com a sortida una representació de la recompensa.

## Exemple
| Jugador 1 \ Jugador 2     | El jugador 2 escull esquerra | El jugador 2 escull dreta |
| ------------------------- | ---------------------------- | ------------------------- |
| El jugador 1 escull amunt | 4, 3                         | −1, −1                    |
| El jugador 1 escull avall | 0, 0                         | 3, 4                      |

La matriu de la figura és una representació en forma normal d'un joc en el qual els jugadors mouen simultàniament (o almenys no veuen el moviment de l'oponent abans de fer el seu propi moviment) i reben les recompenses d'acord amb les combinacions de moviments dels jugadors. Per exemple, si el jugador 1 mou cap amunt i el jugador 2 mou cap a l'esquerra, el jugador 1 rep 4 unitats de recompensa i el jugador 2 en rep 3. En cada cel·la, el primer nombre representa la recompensa per al jugador de les files (en aquest cas, el jugador 1), i el segon nombre representa la recompensa per al jugador de les columnes (en aquest cas, el jugador 2).

### Altres representacions
Sovint, hom representa els jocs simètrics (on les recompenses no depenen de quin jugador escull cada acció) mitjançant una única recompensa. Aquesta és la recompensa per al jugador de les files. Per exemple, les dues matrius de recompensa de la figura representen el mateix joc.
|        | Cérvol | Llebre |
| Cérvol | 3, 3   | 0, 2   |
| Llebre | 2, 0   | 2, 2   |

|        | Cérvol | Llebre |
| Cérvol | 3      | 0      |
| Llebre | 2      | 2      |

## Usos de la forma normal

### Estratègies dominades
La matriu de recompenses facilita l'eliminació de les estratègies dominades, i s'acostuma a usar per a il·lustrar aquest concepte. Per exemple, en el dilema del presoner (vegeu matriu annexa), podem veure que cada presoner pot "cooperar" o "trair". Si exactament un presoner escull trair, llavors surt de la presó i l'altre presoner queda tancat. Però si tots dos escullen trair, els dos presoners romandran tancats per un temps més curt. Hom pot determinar que Cooperar està estrictament dominat per Trair. Per demostrar-ho, s'han de comparar els primers valors de cada columna, en aquest cas 0 > −1 i −2 > −5. Això mostra que no importa el que esculli el jugador columna, perquè el jugador fila ho farà millor si escull Trair. Anàlogament, comparem ara la segona recompensa de cada fila; de nou, 0 > −1 i −2 > −5. Això mostra que no importa el que esculli el jugador fila, ja que el jugador columna ho farà millor si escull Trair. Això il·lustra que l'únic equilibri de Nash d'aquest joc és (Trair, Trair).

### Jocs seqüencials en forma normal

Il·lustració de la forma extensiva (a dalt) i normal (a baix) d'un joc en què el primer jugador escull entre esquerra (L) i dreta (R), i el segon jugador escull entre ser amable (K) o hostil (U). El diagrama mostra la diferència un equilibri perfecte en subjocs i un equilibri de Nash. L'equilibri en color blau és un equilibri de Nash, però no és un equilibri perfecte en subjocs perquè el segon jugador fa una amenaça no creïble a 2(2) de ser hostil (U).

Aquest tipus de matrius representa un tipus de jocs en què els moviments són simultanis (o més generalment, la informació és imperfecta). Aquesta matriu en concret no representa el joc en què el jugador 1 mou primer, és observat pel jugador 2, i llavors mou el jugador 2, perquè no especifica cadascuna de les estratègies del jugador 2 en aquest cas. Per tal de representar aquest joc seqüencial, hom ha d'especificar totes les accions del jugador 2, fins i tot en contingències que mai no poden aparèixer en el transcurs del joc. En aquest joc, el jugador 2 té dues accions, com abans, Esquerra i Dreta. Però a diferència d'abans, té quatre estratègies, depenent de les accions del jugador 1. Les estratègies són:
1. Esquerra si el jugador 1 escull Amunt, i Esquerra altrament
2. Esquerra si el jugador 1 escull Amunt, i Dreta altrament
3. Dreta si el jugador 1 escull Amunt, i Esquerra altrament
4. Dreta si el jugador 1 escull Amunt, i Dreta altrament

## Formulació general
Per tal que un joc estigui en forma normal, necessitem els següents requisits:
- Existeix un conjunt finit P de jugadors, que hom pot numerar com {1, 2, ..., m}
- Cada jugador k de P té un nombre finit d'estratègies pures

{\displaystyle S_{k}=\{1,2,\ldots ,n_{k}\}.}
Un perfil d'estratègia pura és una associació d'estratègies a jugadors, això és, una m-tupla
{\displaystyle {\vec {s}}=(s_{1},s_{2},\ldots ,s_{m})}
tal que
{\displaystyle s_{1}\in S_{1},s_{2}\in S_{2},\ldots ,s_{m}\in S_{m}}
Una funció de recompensa és una funció
{\displaystyle F:S_{1}\times S_{2}\times \ldots \times S_{m}\rightarrow \mathbb {R} .}
que es pot interpretar com el premi que rep un jugador al final del joc. D'acord amb això, per tal d'especificar completament un joc, hom ha d'especificar la funció de recompensa per a cada jugador del conjunt P = {1, 2, ..., m}.
Definició: Un joc en forma normal és una estructura
{\displaystyle G=\langle P,\mathbf {S} ,\mathbf {F} \rangle }
on:
{\displaystyle P=\{1,2,\ldots ,m\}}
és un conjunt de jugadors,
{\displaystyle \mathbf {S} =\{S_{1},S_{2},\ldots ,S_{m}\}}
és una m-tupla de conjunts d'estratègies pures, una per a cada jugador, i
{\displaystyle \mathbf {F} =\{F_{1},F_{2},\ldots ,F_{m}\}}
és una m-tupla de funcions de recompensa.